# Droga wojewódzka nr 847
Droga wojewódzka nr 847 (DW847) – droga wojewódzka w województwie lubelskim, w powiecie puławskim, w Puławach o długości 2,1 km i klasie Z (zbiorcza) Z łącząca drogę wojewódzką DW801 ze stacją kolejową Puławy Azoty. 